# Fédération azerbaïdjanaise des échecs
Pour les articles homonymes, voir FAE et ASF.

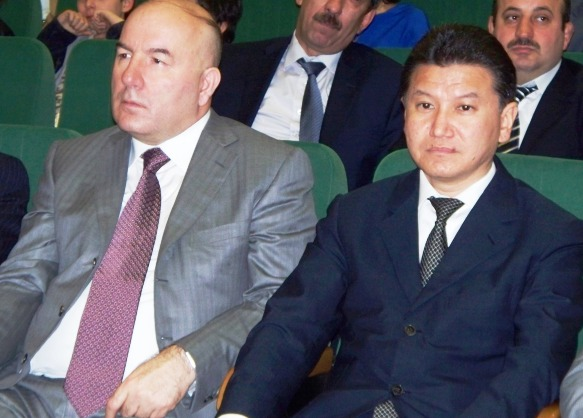
Le président de la Fédération azerbaïdjanaise des échecs Elman Rustamov (à gauche) avec le président de la Fédération internationale des échecs (FIDE) Kirsan Ilioumjinov.

La Fédération azerbaïdjanaise des échecs (azéri : Azərbaycan Şahmat Federasiyası, AŞF) est la fédération nationale en Azerbaïdjan pour le jeu d'échecs et est chargé de gérer et de promouvoir la pratique des échecs en Azerbaïdjan.
La fédération a été fondée en 1920 et est affiliée à la Fédération internationale des échecs (FIDE) depuis 1992.
Son siège social se situe à Bakou.
Dr Elman Rustamov est le président de la Fédération azerbaïdjanaise des échecs depuis 2007.

## Comité exécutif
Le Comité exécutif de la fédération comprend:
- Président : Dr Elman Rustamov
- Vice-président : Faik Hasanov
- Vice-président : Mahir Mammadov
- Secrétaire général : İbrahim Mammadov

## Championnats
La Fédération azerbaïdjanaise des échecs organise chaque année les championnats d'échecs suivants :
- Championnat d'Azerbaïdjan d'échecs
- Championnat d'échecs d'Azerbaïdjan féminin
- Championnat d'échecs d'Azerbaïdjan des jeunes